# Delphacodes lutulenta
Delphacodes lutulenta är en insektsart som först beskrevs av Van Duzee 1894.  Delphacodes lutulenta ingår i släktet Delphacodes och familjen sporrstritar. Inga underarter finns listade i Catalogue of Life.